# Blepephaeus marmoratus
Blepephaeus marmoratus là một loài bọ cánh cứng trong họ Cerambycidae.